# Свети Илия (Харадра)
„Свети Илия“ (на гръцки: Ναός Προφήτη Ηλία) е православна църква в берското село Харадра (Братинища), Гърция. Разположена е на входа на селото, на около 500 метра от него.
Църквата е еднокорабен храм с двускатен дървен покрив. Постройката е с проста зидария, изградена от местен камък. Апсидата има тесен вентилационен отвор. Вътрешността е украсена със стенописи, които според запазения надпис датират от 1734 година. Иконостасът е обикновен, а подът е покрит с мраморни плочи. Църквата претърпява интервенции през годините, като в неизвестен период са променяни и покривът, и стените.
В 1969 година църквата е обявена за паметник на културата.
Към края на XX век храмът е в много лошо състояние.